# Fiston perdu
Pour les articles homonymes, voir Fiston.
Fiston perdu (France) ou Fourgon cellulaire (Québec) (Lost Verizon) est le 2e épisode de la saison 20 de la série télévisée Les Simpson.

## Synopsis
Skinner et sa mère sont tombés en panne d'essence sur l'autoroute et Skinner se retrouve dans l'embarrassante situation de devoir la traverser pour en racheter. Milhouse, témoin de la scène, prévient toute la classe qui vient assister aux déboires du proviseur. Tous sauf Bart qui n'a pas de téléphone, d'autant que Marge refuse de lui en acheter.
Bart découvre qu'il peut gagner 1 dollar à chaque fois qu'il ramasse une balle de golf et qu'il la rend aux joueurs. Il en récolte beaucoup, mais se les fait voler par Willie. Peu après, Denis Leary, qui joue au golf sur le même terrain, est dérangé par son téléphone alors qu'il s'apprête à jouer. Excédé, il jette son portable que Bart s'empresse de ramasser et de s'approprier. Ce dernier s'en sert pour faire des canulars téléphoniques jusqu'à ce que Marge l'apprenne. Suivant le conseil de Denis Leary après une conversation sur son ancien portable, Marge active le GPS du téléphone pour suivre son fils dans ses moindres faits et gestes...

## Erreurs
- Bart possédait un portable dans Little Big Lisa mais il n'en a soudainement plus dans cet épisode.
- Marge dit à Bart que les Simpson sont si pauvres, qu'elle doit même "payer les petit pois congelés par mensualités". Cependant, dans Kill Gill, volumes 1 et 2 les Simpson avaient les moyens (totalement $ 197) pour visiter le Krusty Spécial de Noël.